# Papado

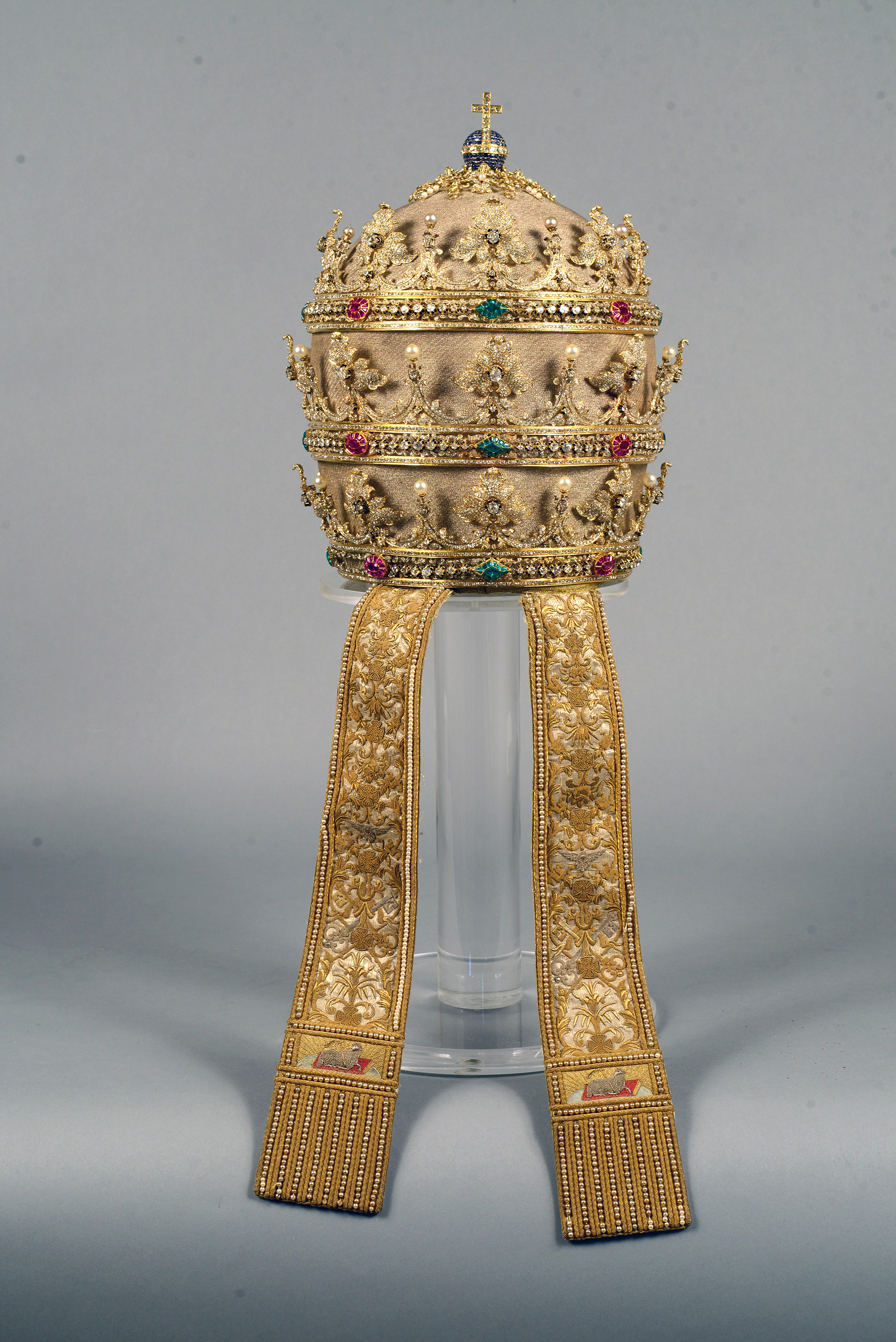
Tiara papal

Papado é a instituição do poder máximo da Igreja Católica Romana, exercido pelo Papa, que detém um poder centralizado e absoluto de tipo monárquico, a chamada primazia, exercida diretamente ou por meio do aparelho administrativo na forma da Cúria Romana, que trata dos assuntos de Estado do Vaticano e dos assuntos religiosos da Igreja Romana.
Até 1870, o território do papado constituía os Estados Pontifícios, e a partir de 1929 - a Cidade do Vaticano.